# Backhoppning vid olympiska vinterspelen för ungdomar 2024
Backhoppning vid olympiska vinterspelen för ungdomar 2024 arrangerades i Alpensia backhoppningsarena i Daegwallyeong-myeon i Sydkorea mellan den 20 och 21 januari 2024.

## Program
Alla tider är koreansk normaltid (UTC+9)
| Datum      | Tid   | Gren                   |
| ---------- | ----- | ---------------------- |
| 20 januari | 10:00 | Damernas normalbacke   |
| 20 januari | 13:30 | Herrarnas normalbacke  |
| 21 januari | 12:30 | Normalbacke, mixat lag |

## Medaljörer
| Gren                               | Guld                                                         | Guld  | Silver                                                                             | Silver | Brons                                                         | Brons |
| Herrarnas normalbacke Detaljer...  | Ilja Miziernych Kazakstan                                    | 214,0 | Niki Humml Österrike                                                               | 210,7  | Łukasz Łukaszczyk Polen                                       | 209,7 |
| Damernas normalbacke Detaljer...   | Taja Bodlaj Slovenien                                        | 215,7 | Josie Johnson USA                                                                  | 207,2  | Ingvild Synnøve Midtskogen Norge                              | 204,7 |
| Normalbacke, mixat lag Detaljer... | Slovenien Ajda Košnjek Urban Šimnic Taja Bodlaj Enej Faletič | 893,7 | Norge Kjersti Græsli Oddvar Gunnerød Ingvild Synnøve Midtskogen Mats Strandbraaten | 818,3  | Österrike Sara Pokorny Niki Humml Meghann Wadsak Lukas Haagen | 775,0 |

## Medaljtabell
| Nr                  | Nation              | Guld | Silver | Brons | Totalt |
| ------------------- | ------------------- | ---- | ------ | ----- | ------ |
| 1                   | Slovenien           | 2    | 0      | 0     | 2      |
| 2                   | Kazakstan           | 1    | 0      | 0     | 1      |
| 3                   | Norge               | 0    | 1      | 1     | 2      |
| 3                   | Österrike           | 0    | 1      | 1     | 2      |
| 5                   | USA                 | 0    | 1      | 0     | 1      |
| 6                   | Polen               | 0    | 0      | 1     | 1      |
| Totalt (6 nationer) | Totalt (6 nationer) | 3    | 3      | 3     | 9      |